# Chinnalapatti
Chinnalapatti è una suddivisione dell'India, classificata come town panchayat, di 23.353 abitanti, situata nel distretto di Dindigul, nello stato federato del Tamil Nadu. In base al numero di abitanti la città rientra nella classe III (da 20.000 a 49.999 persone).

## Geografia fisica
La città è situata a 10° 17' 30 N e 77° 55' 48 E.

## Società

### Evoluzione demografica
Al censimento del 2001 la popolazione di Chinnalapatti assommava a 23.353 persone, delle quali 11.657 maschi e 11.696 femmine. I bambini di età inferiore o uguale ai sei anni assommavano a 2.188, dei quali 1.124 maschi e 1.064 femmine. Infine, coloro che erano in grado di saper almeno leggere e scrivere erano 17.662, dei quali 9.788 maschi e 7.874 femmine.